# Họ Dúi
Dúi là một họ trong bộ gặm nhấm. Các loài trong họ này là bản địa của Đông Á, sừng châu Phi, Trung Đông, và đông nam châu Âu. Họ này gồm blind mole rat, bamboo rat, root rat, và zokor. Họ này đại diện cho nhóm được chia tách lâu nhất (không gồm phân họ Platacanthomyinae) trong liên họ muroidea, và gồm các loài động vật thích nghi với cách sống dưới mặt đất. Các loài trong họ này đôi khi được xếp vào họ Chuột cùng với các loài khác trong liên họ Muroidea.

## Phân loại
Họ Dúi được phân thành 3 phân họ, 6 chi và 37 loài.
Họ SPALACIDAE
- Phân họ Myospalacinae
- Chi Myospalax
  -     - Myospalax aspalax
    - Myospalax myospalax
    - Myospalax psilurus

  - Chi Eospalax
    - Eospalax fontanierii
    - Eospalax rothschildi
    - Eospalax smithii
- Phân họ Rhizomyinae
  - Tông Rhizomyini - tông Dúi
    - Chi Rhizomys
      - Rhizomys pruinosus: Dúi mốc lớn
      - Rhizomys sinensis: Dúi mốc nhỏ
      - Rhizomys sumatrensis: Dúi má đào

    - Chi Cannomys: Dúi nâu
      - Cannomys badius

  - Tông Tachyoryctini
    - Chi Tachyoryctes
      - Tachyoryctes ankoliae
      - Tachyoryctes annectens
      - Tachyoryctes audax
      - Tachyoryctes daemon
      - Tachyoryctes ibeanus
      - Tachyoryctes macrocephalus
      - Tachyoryctes naivashae
      - Tachyoryctes rex
      - Tachyoryctes ruandae
      - Tachyoryctes ruddi
      - Tachyoryctes spalacinus
      - Tachyoryctes splendens
      - Tachyoryctes storeyi
- Phân họ Spalacinae
  - Chi Spalax
    - Spalax arenarius
    - Spalax carmeli
    - Spalax ehrenbergi hay Nannospalax ehrenbergi
    - Spalax galili
    - Spalax giganteus
    - Spalax golani
    - Spalax graecus
    - Spalax judaei
    - Spalax leucodon
    - Spalax microphthalmus
    - Spalax munzuri
    - Spalax nehringi
    - Spalax uralensis
    - Spalax zemni